# TCP/IP
A TCP/IP betűszó az angol Transmission Control Protocol/Internet Protocol (átviteli vezérlő protokoll/internetprotokoll) rövidítése, mely az internetet felépítő protokollstruktúrát takarja. Nevét két legfontosabb protokolljáról kapta, a TCP-ről és az IP-ről. A „TCP/IP protokoll” név tehát alapvetően hibás, közérthetőség szempontjából szerencsésebb lenne a „TCP/IP protokollstruktúra/protokollhierarchia” név, azonban az előbbi névhasználat terjedt el, mely laikusok számára zavaró lehet.

## Története
Történetének kezdete az ARPANET idejére (1969) tehető, 1974-ben Vinton G. Cerf és Robert E. Kahn dolgozta ki az ARPANET új protokollstruktúráját, mely az NCP-t (Network Control Protocol) hivatott kiváltani. Kezdeti kiforratlan verziói után 1979-ben dokumentálták a 4-es verziót, mely 1983-ra teljesen leváltotta az NCP-t. Az ARPANETből azóta kifejlődött internet azóta is ezt a protokollstruktúrát használja.

## Felépítése
A TCP/IP felépítése a rétegződési elven alapul, minden egyes réteg egy jól definiált feladatot végez el, és a rétegek egymás között szolgálatelérési pontokon keresztül kommunikálnak. Minden réteg csak a vele szomszédos réteggel képes kommunikálni, mivel ezek egymásra épülnek. Alapvetően négy réteg alkotta, melyet ötre bővítettek.

### Alkalmazási réteg
Az alkalmazási réteg a felhasználó által indított program és a szállítási réteg között teremt kapcsolatot. Ha egy program hálózaton keresztül adatot szeretne küldeni, az alkalmazási réteg továbbküldi azt a szállítási rétegnek.

### Szállítási réteg
Az alkalmazási rétegtől kapott adat elejére egy úgynevezett fejlécet (angolul: header) csatol, mely jelzi, hogy melyik szállítási rétegbeli protokollal (leggyakrabban TCP vagy UDP) küldik az adatot.

### Hálózati (Internet) réteg
A szállítási rétegtől kapott header-adat pároshoz hozzáteszi a saját fejlécét, amely arról tartalmaz információt, hogy az adatot melyik végpont kapja majd meg.

### Adatkapcsolati réteg
Az adatkapcsolati réteg szintén hozzárakja a kapott adathoz a saját fejlécét, és az adatot keretekre bontja. Ha a kapott adat túl nagy ahhoz, hogy egy keretbe kerüljön, feldarabolja és az utolsó keret végére egy úgynevezett tail-t kapcsol, hogy a fogadó oldalon vissza lehessen állítani az eredeti adatot.

### Fizikai réteg
A fizikai réteg továbbítja az adatkapcsolati rétegtől kapott kereteket a hálózaton.

A fogadó oldalon ugyanez a folyamat játszódik le visszafelé, míg az adat a fogadó gép alkalmazásához nem ér.
Eredetileg a fizikai és az adatkapcsolati réteg egy réteg volt, neve „Hoszt és hálózat közötti réteg”.